# Fandom (site web)
Fandom (cunoscută anterior ca Wikicities, Wikia) este un serviciu de găzduire de tip wiki creat în 2004 de Jimmy Wales și Angela Beesley. Este o colecție de wikiuri care sunt rulate pe software de tip MediaWiki și operată de Wikia, Inc. cu scopul de a atinge anumite audiențe.  Este un serviciu gratis pentru cititori și editori, care are propriul său buget obținut din reclame. Conform datelor furnizate de Alexa Internet pentru mijlocul anului 2006, traficul îl plasa în rândul celor mai accesate 3000 de situri web (traffic ranking = 3000). Reclamele de tip AdSense sunt prezente în cele mai multe din wikiurile sale (wikis). 
Wikia permite solicitări foarte variate pentru a porni diferite noi proiecte al comunității. Cu excepția ideilor care ar putea fi la concurență cu Proiectele Wikimedia, în care fondatorii Wikia sunt larg implicați, majoritatea proiectelor vaste sunt considerate acceptabile. Wikia solicită ca toate aceste proiecte să fie licențate sub licența GNU Free Documentation License (sau GFDL) ori să fie multiplu licențate sub GFDL sau alte licențe libere.  Wikia are numeroase puncte comune cu Wikipedia întrucât numeroase articole relevante ale Wikipediei sunt conectate cu proiectul Wikia.  
Wikia rulează în softul MediaWiki pe servere Linux. Proiectul și-a anunțat cel de-al 100-lea wiki în 3 februarie 2005. În iulie 2007, proiectul avea deja peste 3000 de wikiuri în peste 50 de limbi. Wikia oferă suport tehnic și social pentru toate aspectele rulării  unei comunități wiki.
În 27 martie 2006, WikiCities și-a schimbat numele în Wikia pentru a preveni unele confuzii; unii crezând că WikiCities oferă ghiduri turistice. După schimbarea numelui, Wikia a anunțat că a primit 4 milioane de dolari în capital de risc de la un grup de investitori.
Pe 7 aprilie 2010, Wikia a anunțat crearea celui de-al 100.000-lea wiki al său. Wiki-urile wikia sunt în peste 188 de limbi diferite. În mai 2010, compania a oferit temporar posibilitatea de înlăturare a reclamelor externe (prin promoții externe) contra plată, însă doar pentru wiki-urile cu mai puțin de 20.000 de vizualizări per pagină pe lună.
Wikiasari a fost un proiect rulat de Țara Galilor care încerca să creeze un motor de căutare „copyleft”. Proiectul Wikiasari se numea în acea vreme Wikia.

### Wikia în diverse știri
- From Wikipedia's Creator, A New Site for Anyone, Anything — Wall Street Journal, 28 martie 2005
- Global Villages Convene in wiki town halls — St. Petersburg Times, 4 aprilie 2005
- Venture capitalists invest wiki-millions — Tampa Bay Business Journal, 10 martie 2006
- For-profit wiki Arhivat în 7 august 2008, la Wayback Machine. - Marketplace (radio program) 30 august 2006